# تولد عشق
 تولد عشق نام یک آلبوم موسیقی اثر معین، هنرمند ایرانی است که در سبک پاپ و سنتی تهیه شده و دارای ۹ آهنگ است.

## فهرست آهنگ‌ها
| آلبوم تولّد عشق، شرکت ترانه، ۱۳۷۳ |                    |                      |                 |
| آهنگ                             | ترانه سرا          | آهنگساز              | تنظیم           |
| میلاد                            | همایون هوشیار نژاد | استاد حسن شماعی زاده | عبدی یمینی      |
| حلقهُ طلا                         | هما میر افشار      | حسن شماعی زاده       | منوچهر چشم آذر  |
| تمنّا                             | اردلان سرفراز      | فرید زُلاند           | برایان          |
| دیگر چه خواهی                    | اردلان سرفراز      | معین                 | کاظم عالمی      |
| پدرسوخته                         | هما میر افشار      | صادق نوجوکی          | صادق نوجوکی     |
| با من باش                        | شهیار قنبری        | صادق نوجوکی          | صادق نوجوکی     |
| بابا                             | جهانبخش پازوکی     | جهانبخش پازوکی       | مهداد زند کریمی |
| نیاز                             | جهانبخش پازوکی     | جهانبخش پازوکی       | منوچهر چشم آذر  |
| پدر سوخته (موسیقی)               |                    | صادق نوجوکی          | صادق نوجوکی     |